# Vasyliv (ruinas)
La fortaleza de Vasyliv (en ucraniano: Васи́лів, en ruso: Василев) fue un antiguo asentamiento y fortaleza Rus en la orilla derecha del río Dniéster, uno de los principales lugares de comercio y artesanía del principado de Terebovlia y más tarde del principado de Galitzia (Galicia-Volinia).
Hoy es el pueblo de Vasyliv, del raión de Zastavna del óblast de Chernivtsí de Ucrania, constituyendo los restos un área protegida.

## Historia

### Fundación del asentamiento
Hasta el siglo XI el asentamiento era una aldea de reducido tamaño. En aquella época, el Dniéster Medio pertenecía al principado de Terebovlia, cuyos gobernantes seguían una política activa de afirmación de su poder en estas tierras. Uno de los gobernantes, Vasilko Rostislavich, tenía intenciones de reasentar en estos lugares población procedente de la región del Danubio, invadida por los búlgaros.
Según la mayoría de los investigadores, la ciudad se remonta a finales del siglo XI y la primera mitad del XII, cuando se fundó una fortaleza vigía en la orilla derecha del Dniéster (frente a la desembocadura del Seret) por iniciativa del príncipe Vasylko. El entonces navegable Dniéster servía de ruta comercial fluvial hacia el Danubio, con el que los habitantes de Terebovlia mantenían estrechos lazos. La ubicación favorable en la encrucijada de las rutas comerciales fluviales y terrestres (del Dniéster a la ruta de Bârlad) propició la formación aquí de un asentamiento urbano. Poco a poco, el patio fortificado se convirtió en un detinets. Con el tiempo, en las cercanías crecieron un castillo feudal, un monasterio y otras instituciones típicas de las ciudades. Gracias a la aparición de esta ciudad, los príncipes de Terebovlia pudieron reforzar su dominio en la región del Dniéster medio y ampliar considerablemente su poder en el interfluvio Siret-Dniéster, colonizando activamente estos territorios.
Los resultados de numerosos estudios arqueológicos sugieren que, además de ser un asentamiento comercial y artesanal, Vasyliv era también residencia de los Vasylovych. El nombre de la ciudad proviene del nombre de su fundador. La primera mención escrita del asentamiento se recoge en la crónica de 1230, que describe los acontecimientos relacionados con la lucha de Daniel de Galitzia contra las tropas del rey Bela. Habiendo sido derrotados cerca de la capital, Hálych, los húngaros huyeron. 

...de allí el rey buscará a Vasyliv y cruzará el Dniéster y buscará el Prut...

Cercano a la ciudad se hallaba un paso del Dniéster y comenzaba la ruta hacia el sur, hacia el Danubio y Hungría.

### Una antigua ciudad del Rus
Se calcula que en su época de esplendor, Vasyliv llegó a albergar entre veinte mil y cuarenta mil habitantes. Los hallazgos arqueológicos y los límites donde se encuentran indican que la ciudad ocupaba una zona importante de hasta 5 kilómetros cuadrados en la orilla derecha del Dniéster -el ogorod-, y, en la izquierda -el gorodok.
Tradicionalmente las ciudades de la antigua Rus como Vasyliv estaban compuesta por un detinets (Zamchyshche, en el esquema), la ciudad en sí (Mury, Torgovyshche y Horodyshche), donde vivía el grueso de la población artesana de la ciudad y un embarcadero en la periferia norte de la ciudad, frente a la desembocadura del Seret. Contaba con varios suburbios (Jom, Hlynyshche, Monastyryshche), donde se encontraban el señorío feudal con las aldeas circundantes, un monasterio, una sloboda, etc.
La ciudad estaba cercada por una empalizada de madera, de la que se ha conservado hasta hoy una zanja de 0,8 m de profundidad y 0,6 m de anchura (con restos de madera). Según muchos investigadores, un asentamiento separado en la orilla izquierda del Dniéster formaba también parte integrante de Vasyliv.
El Detinets de Vasyliv (Zamchyshche) estaba situado en la parte norte del asentamiento, en un promontorio bajo (10-15 m) (de 130x110 m de tamaño), que estaba limitado en el lado este por un acantilado y en tres lados por un foso defensivo, por el que discurría el camino desde el embarcadero hasta el Jolm (la salida sur de la ciudad), controlado desde los muros de la fortaleza. La fortaleza propiamente dicha tenía unos 80 m de diámetro. Los muros defensivos de madera, cimentados en los locales donde vivían los soldados de la guarnición local, estaban rematados por un tejado plano.
En general, la construcción era bastante típica de los castillos feudales de la época. También había una iglesia de madera dentro del asentamiento.
La ciudad comenzaba en las afueras del detinets, alrededor del cual se encontraba el podil o asentamiento comercial y artesanal. La zona de Mury estaba ocupada principalmente por talleres de alfarería (durante las investigaciones arqueológicas se descubrieron en este lugar nueve hornos de alfarería). En el lado occidental (Torgovyshche) se encontraba el mercado. Esta zona llana estaba en su mayor parte libre de edificios. En el centro de la plaza se descubrieron las ruinas de un edificio (piedras, carbón, fragmentos de cerámica de los siglos XII y primera mitad del XIII, y baldosas de arcilla utilizadas para cubrir los suelos de las iglesias cristianas en la antigua Rus). Evidentemente, aquí hubo una iglesia de madera, al igual que en las plazas de mercado de otras ciudades de la antigua Rus.
La ubicación de los talleres de alfarería junto a la plaza del mercado permitía a los artesanos supervisar simultáneamente el trabajo de los hornos donde cocían la cerámica y vender sus productos. La parte principal de la ciudad (Horodyshche, en terreno ocupado por el pueblo moderno) se extendía a lo largo de la primera terraza del Dniéster de norte a sur a lo largo de casi 3 km. En esta parte de la ciudad, las investigaciones arqueológicas han revelado principalmente viviendas de madera con paredes de pilares de troncos calentadas por estufas de barro.
El embarcadero fluvial, con atracaderos para barcos, que transportaban oro, joyas, pieles, brocados, cerámica, aceite y sal, vino y otras mercancías por la ruta del comercio fluvial (que ayudaba a mantener estrechos lazos entre la región del Dniéster Medio y el Bajo Danubio), que se vendían en la plaza del mercado. Había un camino serpenteante desde el embarcadero hasta la plaza. El muelle dejó de utilizarse para su fin principal en el siglo XIII, pero siguió beneficiando a la población local hasta 1918. Se utilizaba para amarrar los barcos de madera que llegaban desde el alto Dniéster. A finales del siglo XIX se tendió una línea de ferrocarril de vía estrecha a lo largo de la garganta de Vasyliv, que se utilizaba para arrastrar vagones cargados de madera.
Los restos del embarcadero (8 hileras de bloques de piedra) han llegado hasta nuestros días. Los restos descubiertos de un edificio del siglo XII en la orilla baja del Dniéster, frente a la desembocadura del Seret, cerca del detinets, indican la ubicación exacta del embarcadero, que también formaba parte del paso del transbordador hacia la otra parte de la ciudad en la orilla izquierda - Gorodok.
Este asentamiento independiente, Gorodok, estaba situado en la orilla izquierda del Dniéster y en la orilla derecha del Seret (en su desembocadura). Durante las investigaciones arqueológicas se descubrieron allí restos de cabañas de madera y enterramientos de los siglos XII y XIII. El principal objetivo de Gorodok era dar servicio al paso del transbordador. Su protección estaba asegurada por un pequeño puesto avanzado, que también se encontraba en esta parte de la ciudad. Tras el declive de Vasyliv, este asentamiento se convirtió en una población independiente. Hoy en día es una población del raión de Zalischyky del óblast de Ternopil.

### El templo-mausoleo
En las afueras del sur de la ciudad (Hlynyshche) había una iglesia de piedra blanca, con su típica estructura de Galitzia, las paredes estaban decoradas con diversos motivos, y el suelo tenía baldosas de colores. Gracias a los restos de los cimientos, los investigadores pudieron determinar el tamaño del edificio religioso: 13,5 m X 21,5 m, el grosor de los muros era de aproximadamente 1 m. Debido a su altura, el santuario no sólo era el dominante arquitectónico de la ciudad, sino que también servía como una especie de punto de referencia para los viajeros.
Según la reconstrucción del historiador e investigador Grigori Logvin, la iglesia de San Basilio era prácticamente una copia de la antigua catedral principesca de San Panteleimon en Hálych. La iglesia sirvió como mausoleo a los Vasylovych, en el nártex se hallaron cinco tumbas. En concreto en la expedición llevada a cabo por Borís Timoshuk se halló el sarcófago del hijo del príncipe Vasilko, Igor Vasilkovich, en la pared norte.
El santuario fue destruido en la invasión mongola del siglo XIII y en el siglo XVIII sufrió daños a causa de los ataques otomanos.En el siglo XIX, los lugareños trasladaron el culto a la recién construida (1835) iglesia de la Natividad de la Virgen María, y los restos de los muros se desmantelaron para obtener materiales de construcción. La iglesia-tumba de piedra blanca era el principal, pero sólo uno de los muchos edificios religiosos de la antigua ciudad. El cronista menciona que en tiempos principescos había en Vasyliv unas setenta iglesias y monasterios.
Uno de los cuatro cementerios descubiertos dentro del asentamiento de la ciudad estaba situado alrededor de la iglesia (siglos XII-XIII). Es el más investigado en la actualidad. En concreto, en su territorio se han excavado 53 enterramientos antiguos, 39 de los cuales resultaron ser enterramientos de la antigua Rus.

### Fuerte sur
En las afueras del sur de la ciudad (la zona de Jom o Jolm) había un fuerte feudal construido con troncos. También había una pequeña posición defensiva vigilando la entrada sur de la ciudad. Todos los hallazgos materiales en el fuerte de Jolm se sitúan en el marco cronológico del siglo XII a la primera mitad del siglo XIII. La colección de hallazgos incluye puntas de flecha de hierro, fragmentos de cerámica típica de la Rus gallega, espirales de huso de pizarra, fragmentos de pulseras de vidrio y una cruz engolpión de bronce. Tras este fuerte se desarrolló gradualmente un asentamiento suburbano (hoy Chunkiv), que se encontraba al comienzo de la ruta que unía Vasyliv con la ruta de Barlad. En la periferia occidental de la ciudad (Monastyryshche), en el apogeo de Vasyliv, había un monasterio ortodoxo rupestre. En sus inmediaciones se halla el pueblo actual de Kulivtsi.

### Decadencia
En 1258, después de la invasión mongol-tártaro, durante el dominio de la Horda, a petición del temnik y gobernador de la orilla derecha del Dnieper, Burundái, se desmantelaron las fortificaciones en todas las ciudades del principado de Galicia-Volinia.
En este momento de declive general de la vida urbana en el territorio del Rus, el detinets y el fuerte feudal fueron derruidos. Vasyliv siguió existiendo como asentamiento no fortificado, pero la vida del puesto comercial y artesanal también se congeló. El Dniéster, como ruta comercial desde el mar Negro hasta Hálych, se volvió peligroso y perdió su importancia con un notable perjuicio para la ciudad. Para cuando en la segunda mitad del siglo XIV comenzó el proceso de renacimiento de las ciudades, Vasyliv ya había perdido su importancia comercial y no podía considerarse una ciudad.. En un documento feudal de Moldavia de 1448, Vasyliv ya se menciona como una aldea feudal ordinaria y dependiente.

## Investigaciones
Los restos de Vasyliv fueron objeto de investigaciones arqueológicas en diferentes períodos históricos.

### Período austriaco
A principios del siglo XIX se tomó conciencia de que este pueblo corriente había sido ciudad rica y próspera. Así, en los años 1821-1823, en el lugar de un puesto de artesanía, los campesinos encontraron un tesoro de artículos de plata del antiguo Rus, del que informaron al gobernador de Galitzia.
La investigación científica del yacimiento comenzó a finales del siglo XIX. En 1899, Raimund Friedrich Kaindl realizó exploraciones arqueológicas en la margen derecha del Dniéster, como resultado de las cuales se descubrieron los restos de una antigua ciudad rusa. Elementos urbanos aparecieron en la zona Horodyshche, en el monte Jom y más allá y en otras colinas en dirección oeste hasta la zona de Monastyr. Ya entonces el investigador registró historias y leyendas de la población local, según las cuales en la antigüedad el asentamiento contaba con 70 iglesias. Kaindl investigó los restos de los cementerios de los siglos XII y XIII en la ladera del monte Jom y en la colina baja opuesta del pueblo. En 1900, un científico descubrió a orillas del Dniéster los restos de un taller de alfarería con horno, de lo que informó a la Comisión Central para la Conservación e Investigación de Monumentos Históricos. En general, Kaindl fechó y evaluó los restos descubiertos de este antiguo monumento ruso correctamente. Mijailo Hrushevski también se interesó por la historia de la ciudad en referencia a las investigaciones de Kaindl. En su opinión, se podían confirmar las hipótesis de Denis Zubrytsky localizando la ciudad histórica de Vasyliv en la margen derecha del Dniéster, frente a la desembocadura del río Seret.

### Periodo rumano
En el periodo de la ocupación rumana del norte de Bucovina, las autoridades trataron de imponer por todos los medios mitos sobre la "pertenencia primitiva de todo el territorio de Bucovina a la civilización rumana", quedando fuera las teorías sobre la pertenencia de este territorio al Rus. Por ese motivo se prohíbe continuar cualquier investigación en Vasyliv, como la expedición arqueológica internacional de finales de los años 20 y 30 del siglo XX del famoso científico Yaroslav Pasternak. No se le permitió cruzar la frontera y se vio obligado a regresar a Lviv desde Snyatin.

### Periodo soviético
Una contribución significativa al estudio de la ciudad histórica la hizo el conocido arqueólogo Borís Timoshuk quien a finales de los años 1940 y 1950 realizó excavaciones arqueológicas en el territorio de Vasyliv. Como resultado de la investigación, se descubrieron los restos de un templo de piedra blanca, talleres de artesanía, hornos para cocer platos, cementerios con entierros en sarcófagos, un osario, cromlechs de piedra y el detinets de la ciudad en Zamchishche, el puesto artesanal en, la zona comercial en Torgovytsia, en el Dniéster: un muelle, un monasterio y el fuerte feudal de Jom. En diferentes años, junto Grigori Logvin, Irina Rusanova, Ion Vinokur, Igor Sveshnikov, P. Birnia, O. Plaksii, trabajaron aquí como Timoshuk.
En la década de 1980, B. P. Tomenchuk continuó el estudio arqueológico de Vasyliv. Investigó las estructuras defensivas del detinets, los restos de una iglesia de madera, un cementerio, varias viviendas y hornos de alfarería. El material arqueológico descubierto como resultado de las excavaciones mostró que en el siglo XII y la primera mitad del siglo XIII, en la orilla del Dniéster, en la confluencia del río Seret, había una gran ciudad comercial con una infraestructura desarrollada.

### Periodo ucraniano
Hoy en día, la mayoría de los científicos están de acuerdo con las conclusiones de las investigaciones arqueológicas de períodos históricos anteriores sobre la existencia de la antigua ciudad Rus del mismo nombre en el sitio del moderno pueblo de Vasyliv, lo que se confirma con los materiales de numerosos trabajos colectivos y monográficos. En Vasyliv trabajaron expediciones arqueológicas del Centro de Investigaciones Arqueológicas de Bucovina, que estudiaron una amplia gama de cuestiones relacionadas con la historia de la ciudad.